# Haggard
Pour les articles homonymes, voir Haggard (homonymie).
Haggard est un groupe de metal symphonique allemand. Le style musical du groupe se caractérise par un mélange entre metal mélodique et des influences provenant de la musique classique et de la musique ancienne (Renaissance et médiévale).

## Biographie

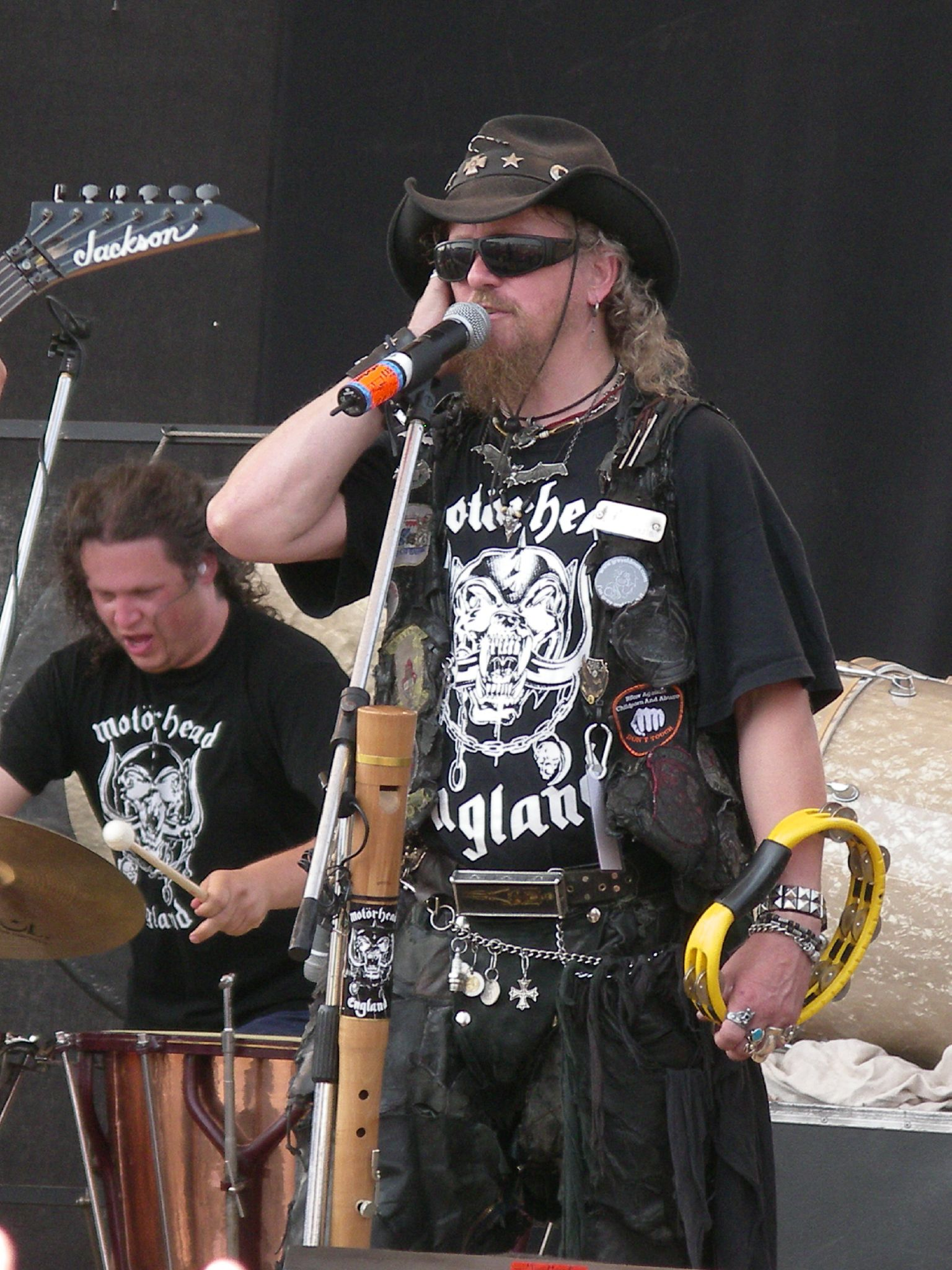
Haggard en 2006.

Haggard est formé en 1989 à Munich, en Bavière. À sa formation, Haggard ne joue que du death metal. Le groupe change de genre musical après sa première démo intitulée Introduction en 1992, en incluant des éléments symphoniques et des instruments classiques à ses compositions. Le groupe parvient à allier folk, musique classique et metal mélodique dans l'esprit du médiéval et de la Renaissance. L'album And Thou Shalt Trust... the Seer est une révélation en 1997.
Après leur deuxième album, Awaking the Centuries, sorti en 2000, ils effectuent deux tournées au Mexique. Awaking the Centuries atteint la 64e place des classements allemands, et fait participer pas moins de 21 musiciens. Tous les morceaux sont écrits par Asis Nasseri, chanteur et guitariste du groupe. En 2004, le groupe publie son troisième album Eppur Si Muove (47e place des classements allemands), basé sur la vie du personnage historique italien Galilée, condamné par l'Église pour hérésie à cause de ses théories, inspirées du travail de Copernic, sur l'héliocentrisme. 
En février 2006, le groupe est confirmé pour l'Evolution Festival, organisé du 15 au 16 juillet 2006 au Toscolano Maderno Campo Sportivo de Brescia, en Italie, aux côtés notamment de Finntroll et Within Temptation. Haggard est ensuite confirmé, en mars 2007, pour le festival en plein air Battle of Metal prévu du 5 au 7 juillet 2007 à Geiselwind, en Allemagne. 
Tales of Ithiria, initialement annoncé pour le 29 juin 2007, est repoussé pour des raisons personnelles. Haggard publie donc son quatrième album, intitulé Tales of Ithiria, en 2008, Il est basé sur une histoire fantastique, selon une interview de Asis Nasseri pour un site allemand en août 2005. Toujours en 2008, ils participent au Ragnarök Festival.
En février 2012, le groupe annonce une tournée sud-américaine. En 2014, le groupe participe au 70000 Tons of Metal Cruise. Le 18 mars 2016, ils annoncent leur participation au Dong Open Air. En août 2016, ils sont aussi annoncé pour le 70,000 Ton of Metal, prévu pour 2017.

## Membres

### Membres actuels
- Asis Nasseri – chant, guitare (depuis 1991)
- Giacomo Astorri - basse
- Janika Groß – soprano
- Frank Schumacher – ténor
- Claudio Quarta - guitare
- Aline Deinert - violon
- Ivica Kramheller – double basse
- Lisa Hellmich – alto
- Anne Eberlein – alto
- Cosmin Nechita – violon
- Johannes Schleiermacher – violoncelle
- Florinda Hoffmann - violoncelle
- Hans Wolf – piano, claviers
- Ingrid Nietzer - piano, claviers
- Maurizio Guolo – batterie, percussions (depuis 2012)
- Stefana Sabau - oboe
- Catalina Popa - flute

### Anciens membres
- Florian Bartl – oboe
- Judith Marschall – violon
- Fiffi Fuhrmann – ténor, basse
- Doro – violon
- Mark Pendry – clarinette
- Sasema – chant
- Gaby Koss – soprano
- Robert von Greding – clarinette
- Christoph von Zastrow – flute
- Danny Klupp – guitare
- Kathrin Pechlof – harpe
- Karin Bodemüller – chant
- Florian Schnellinger – percussions
- Andi Nad – basse
- Robin Fischer – basse
- Andi Hemberger – chant
- Kathrin Hertz – violoncelle
- Andreas Peschke – flute
- Manuela Kraller - soprano
- Susanne Ehlers - soprano
- Veronika Kramheller - soprano
- Jonathan Whynot - guitare
- Michael Stapf - violon
- Andreas Fuchs - horn - percussions
- Linda Antonetti - oboe
- Steffi Hertz - alto
- Patrizia Krug - violoncelle
- Luz Marsen - batterie
- Michael Schumm - percussions, batterie

## Vidéographie
- In a Pale Moon's Shadow (VHS sortie en 1998)
- Awaking the Gods - Live in Mexico (DVD sorti en 2001)